# Archotermopsis tornquisti
Archotermopsis tornquisti (лат.) — ископаемый вид термитов рода Archotermopsis (семейство Archotermopsidae). Обнаружен в эоценовом отложениях — балтийском янтаре (Россия, Калининградская область). Возраст находки около 45 млн лет. Один из древних видов термитов.
Вид Archotermopsis tornquisti был впервые описан в 1913 году энтомологом бароном Куртом фон Розеном (Kurt von Rosen) вместе с таксоном M. bournmouthensis (эоцен, Великобритания), M. croaticus (миоцен, Хорватия) и другими.
Вид Archotermopsis tornquisti близок к двум другим современным членам рода Archotermopsis Desneux 1904 (Archotermopsidae): Archotermopsis kuznetsovi Beljaeva, 2004 (Вьетнам) и Archotermopsis wroughtoni (Desneux 1904) (Южная Азия).
Другие сестринские таксоны: Hodotermopsis Holmgren, 1911, †Parotermes insignis Scudder, 1883 (олигоцен, Колорадо, США), †Zootermopsis coloradensis Scudder 1883
.